# Candanchú
Candanchú es una estación de esquí situada en el Pirineo Aragonés (España), en el término municipal de Aísa, provincia de Huesca. Fue inaugurada en 1928, lo que la convierte en una de las estaciones de esquí más antiguas de toda España. A los pies de las pistas se encuentra la localidad homónima de Candanchú, urbanización que tiene 106 personas censadas actualmente INE (2022).

## Descripción
La estación de esquí de Candanchú se encuentra en el Pirineo aragonés, junto al río Aragón, a 1 km del Puerto del Somport, frontera con Francia y entrada del Camino de Santiago en España, a 27 km al norte de la ciudad de Jaca y junto a la vecina estación de Astún. 

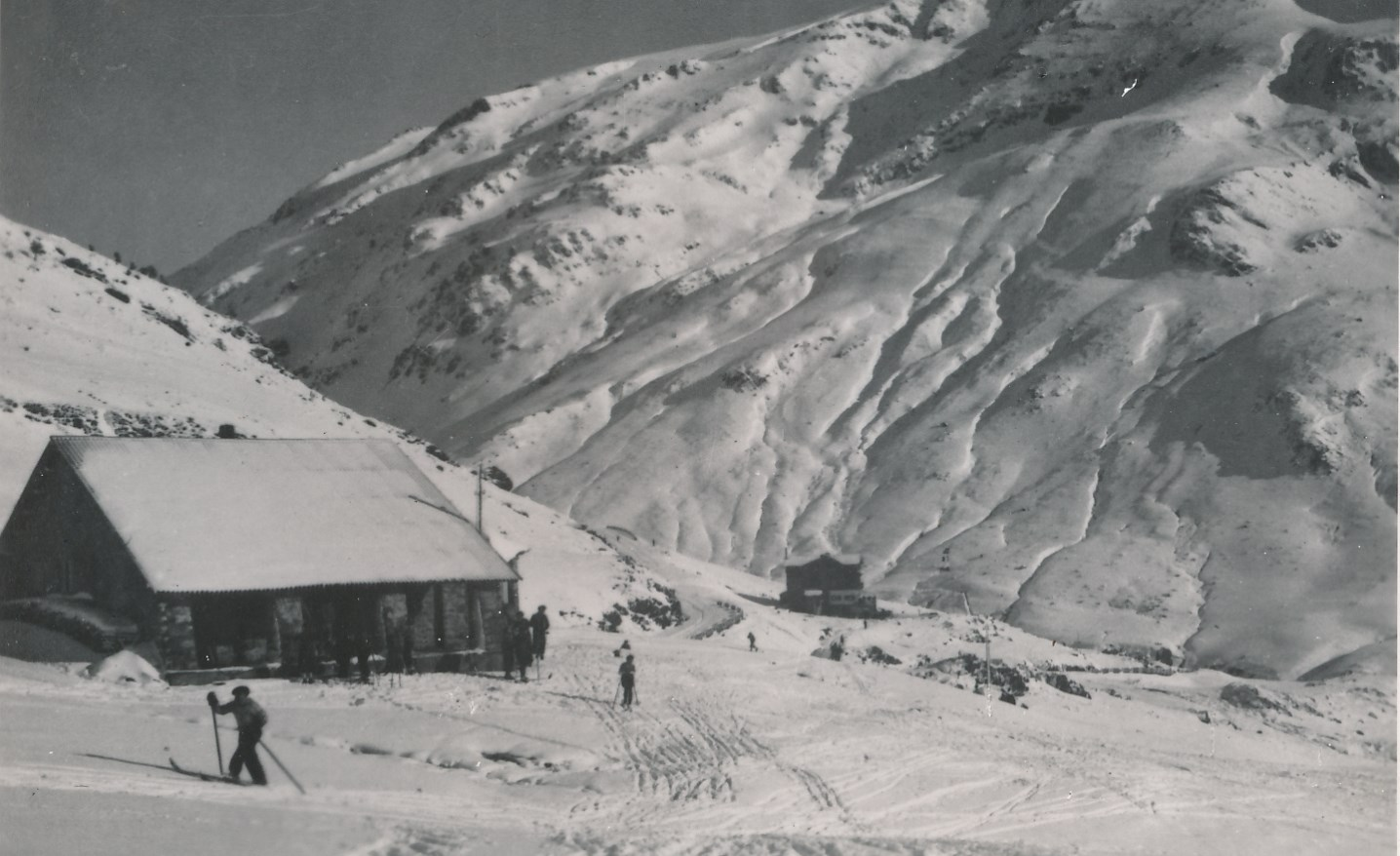
Candanchú en 1946.

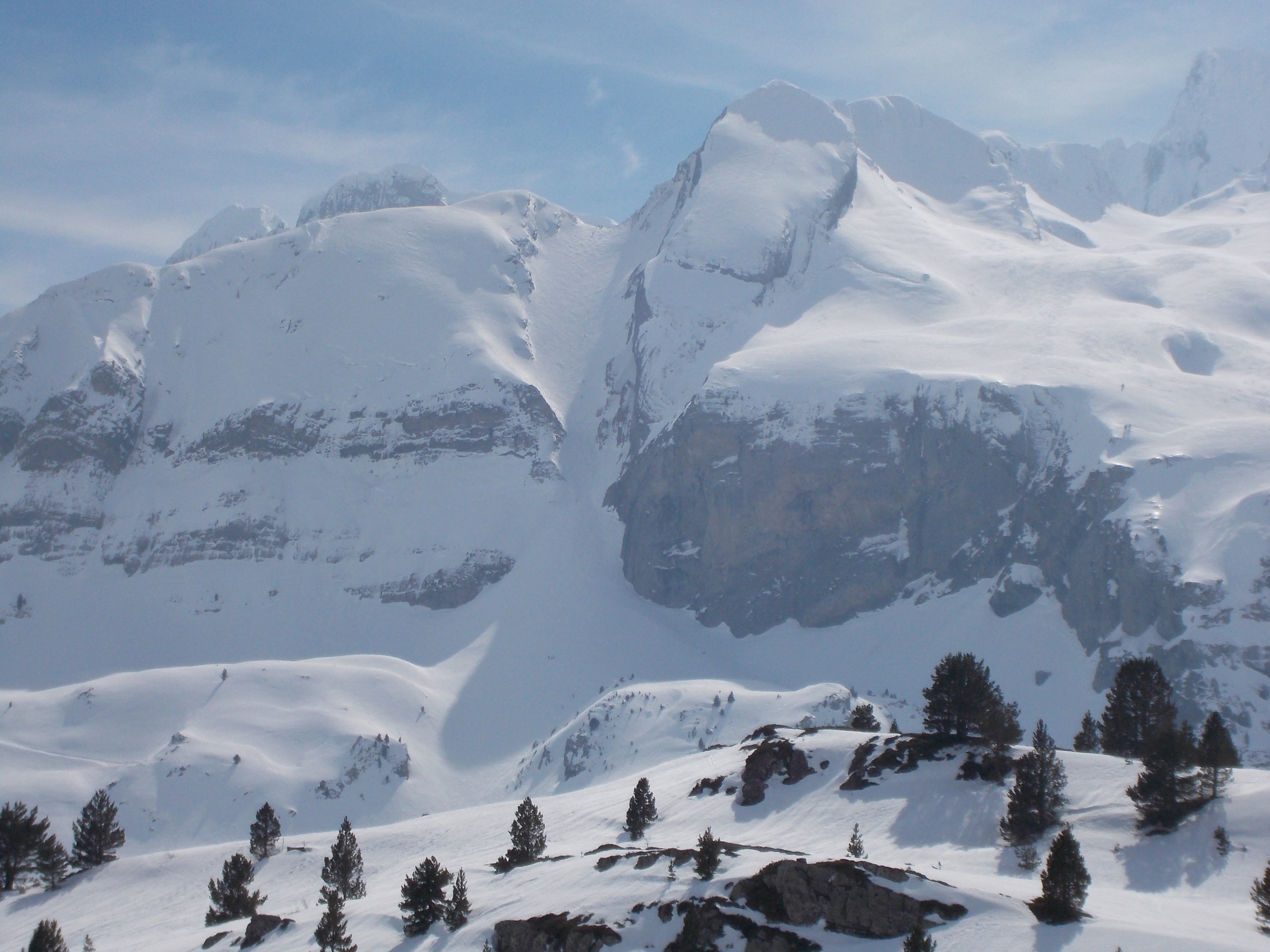
Tubo de la Zapatilla, una pista y emblema de la estación de esquí.

En la margen derecha del río Aragón, junto al puente de Santa Cristina, se encuentran las ruinas del Hospital de Santa Cristina de Somport, una hospedería para los peregrinos del camino. En Candanchú también se ubica el campamento de la Escuela Militar de Montaña y Operaciones Especiales, con base en el acuartelamiento San Bernardo, de Jaca, y su función es la enseñanza de vida y movimiento en montaña para unidades y mandos.
Candanchú se ha convertido en la actualidad en una estación de marcado carácter familiar, ya que dispone de una de las mejores zonas para esquiadores principiantes del mundo. Esta se encuentra en la zona llamada Tobazo Bajo - Pista Grande, en la que junto a una gran cafetería en la base de la estación, se encuentran 8 pistas verdes y 2 azules. Están situadas de tal forma que los padres o familiares pueden ver a sus hijos o adultos aprendiendo.
La estación también destaca por sus paisajes, siendo una de las estaciones de esquí más bonitas de España. Además de contar con la gran zona de debutantes, cuenta con pistas negras y rojas e itinerarios fuera de pista, destacando el Tubo de la Zapatilla y Loma Verde, indicados sólo para expertos.
Fuera de la temporada de nieve podemos disfrutar de otros deportes como la escalada o el senderismo con importantes rutas como la GR11, la senda de Camille, o el Camino de Santiago. También se puede disfrutar de observación de aves y de una rica variedad de fauna y flora salvaje, siendo común el avistamiento de sarrios o la flor de nieve, típicos de esta zona del pirineo. 

### Servicios
Ofrece todos los servicios de una estación de esquí: remontes con una capacidad de 21.300 esquiadores/hora, enfermería, escuelas de esquí, además de escuela para monitores. Cuenta con diversos puntos de restauración en toda la estación, alquiler de material, guardería, etc.
Al final de la silla del Tobazo se encuentra la cafetería Tobazo. Además, cuenta con un completo circuito de esquí de fondo y con un campo de biatlón.

## Clima

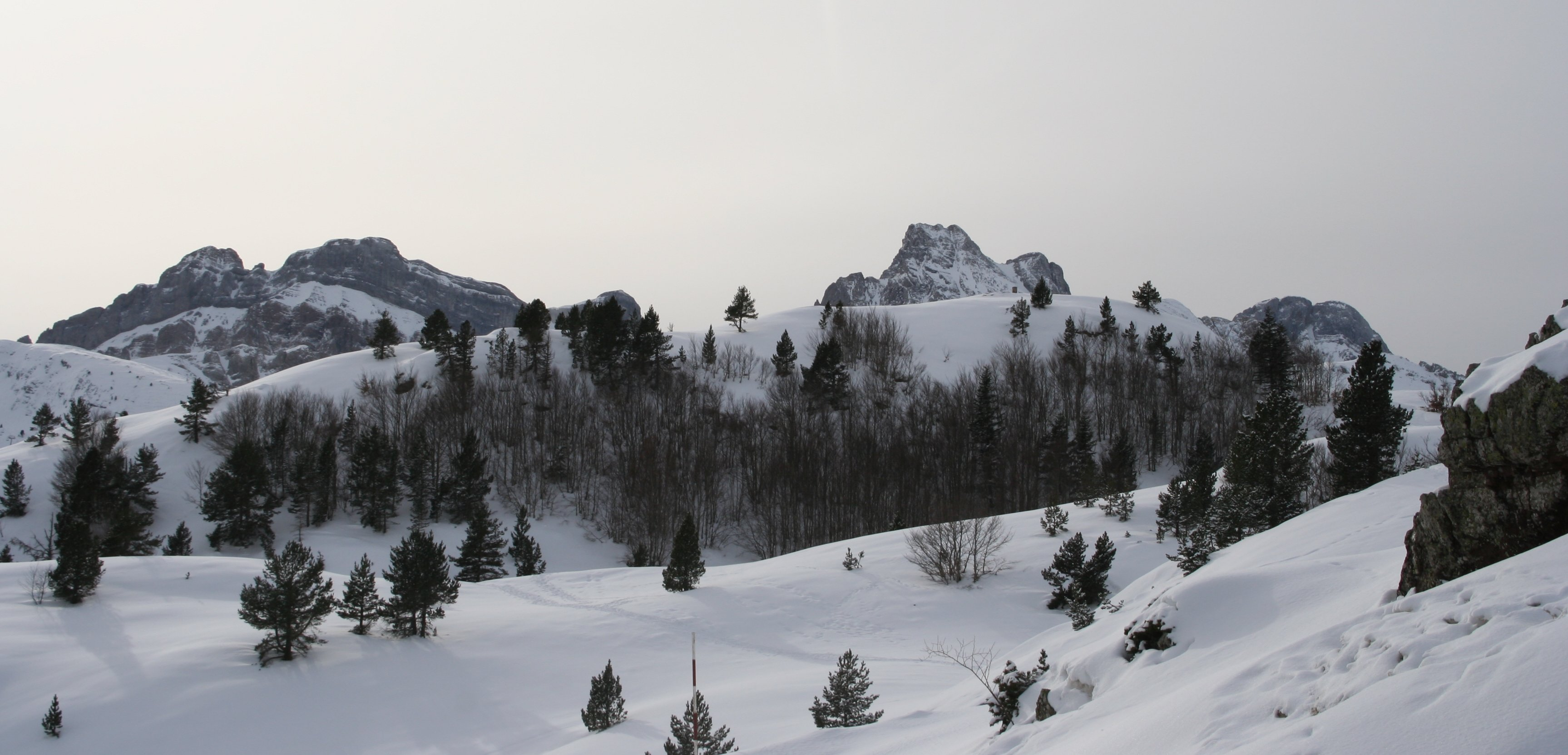
Orografía en Candanchú.

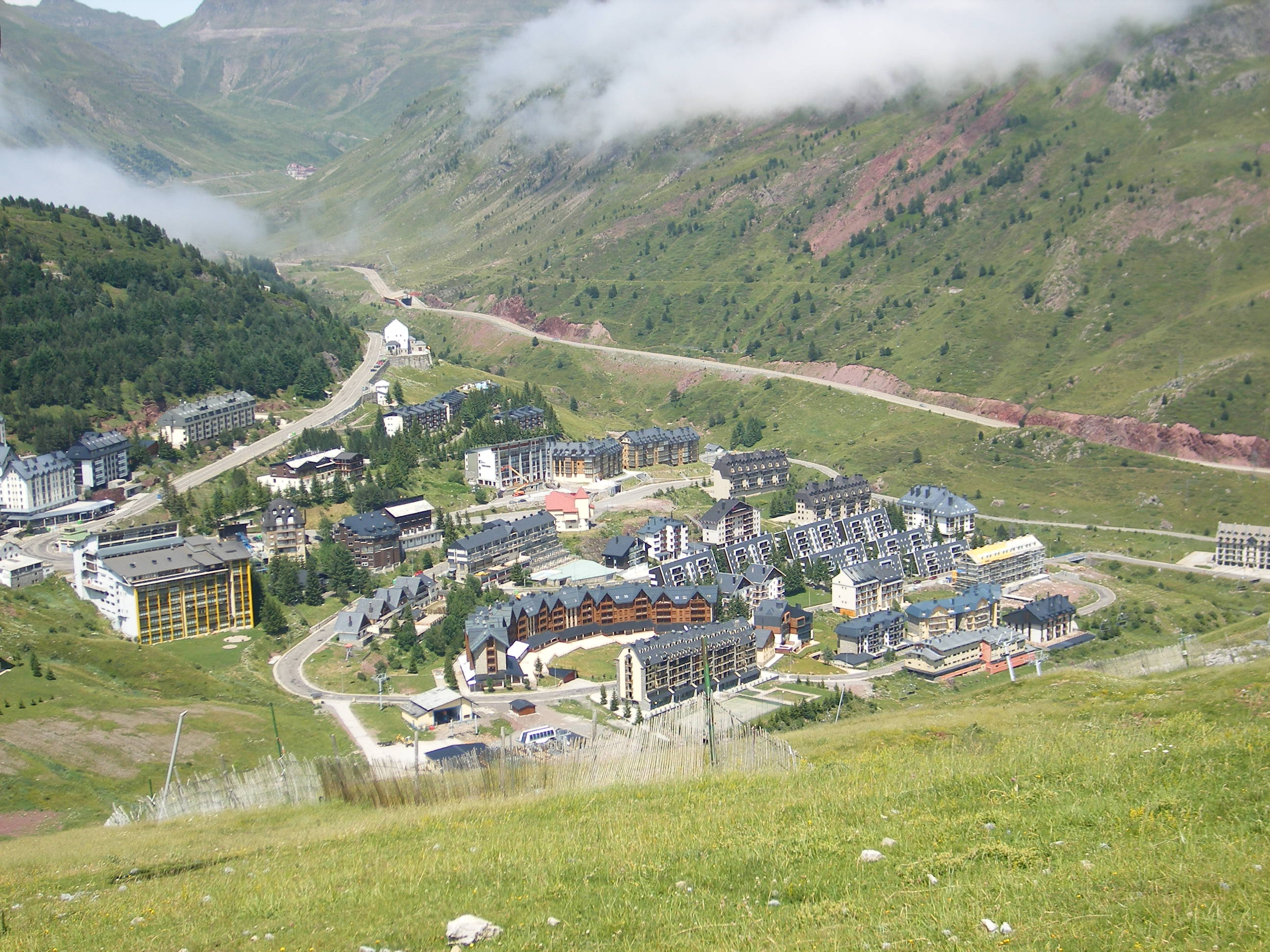
Vista de Candanchú desde el Tobazo, en verano.

Candanchú tiene un clima de alta montaña debido a su altitud, que oscila de 1490 a 1600 metros, por lo que le caracterizan temperaturas máximas bajas y mínimas muy gélidas, con amplitudes térmicas usualmente bastante altas.
Con olas de frío que han llegado a -35 °C (febrero de 1956) y con olas de calor a 31 °C (agosto de 2012), lo que le asigna una oscilación térmica absoluta de 66 °C. La temperatura media de las mínimas en enero es de -9 °C y la temperatura media de las máximas es de 0 °C, lo cual significa que muchos días la máxima se sitúa bajo cero, mientras que en julio la media de las mínimas es de 8 °C y la media de las máximas de 19 °C. 
Las precipitaciones son muy abundantes, más de 2000 litros. Sobre todo están concentradas en invierno, en forma de nieve. En Candachú se registran en torno a 180-200 días de precipitación, de los cuales, aproximadamente 100-120 son en forma de nieve. La temperatura media anual oscila entre 5.0 y 5.5 °C. En Candanchú ha llegado a nevar todos los meses del año, incluso en julio y en agosto, y también se ha llegado a mínimas de hasta -2 °C en julio y -3 °C en agosto. 
Candanchú está por tanto un área bastante fría para su altitud, que oscila de 1490 a 1600 metros, y húmeda, debido a su relativa proximidad al Mar Cantábrico y su cercanía a la vertiente Norte geográfica. Ello le hace estar muy afectado por los frentes de Noroeste, Norte, Noreste y Este, teniendo cierta influencia oceánica. Las mayores nevadas se registran con frentes de Noroeste. Candanchú destaca también por la facilidad para verse envuelto en nieblas, que remontan el valle del Aspe hasta alcanzar la urbanización.

## Unión con Astún
Siempre se ha hablado de la unión física con la vecina estación de esquí de Astún (6 kilómetros por carretera de base a base de la estación) y muchos habitantes del Valle del Aragón lo han reclamado. La relación de Astún con Candanchú ha sido siempre muy estrecha, firmando acuerdos de colaboración para poder esquiar con el mismo abono en las dos estaciones.
Existe un proyecto para la unión de ambas estaciones mediante telecabina que se encuentra en fase de asignación presupuestaria, con fecha estimada para la finalización de obras en otoño de 2027, dando por cumplida ésta histórica demanda.
En la actualidad existe un servicio invernal de autobuses lanzadera totalmente gratuito, con una frecuencia aproximada de 30 minutos que conecta ambos centros invernales.

## Problemas económicos e integración en Aramón
En gran parte debido al aumento de la competencia, Candanchú lleva acumulando pérdidas año tras año por el descenso casi constante de esquiadores. Esta complicada situación financiera de la estación ha llevado a ETUKSA (la empresa propietaria de la estación) a entablar negociaciones para su integración en el holding de la nieve de Aragón, Aramón, empresa semipública participada al 50% por la Diputación General de Aragón e Ibercaja, la mayor caja de ahorros de Aragón y propietaria de las grandes estaciones de esquí de la comunidad.
Las negociaciones se rompieron y Candanchú ha continuado su actividad a través de una ampliación de capital y una destacada reducción de pérdidas acometidas por el nuevo Consejo de Administración de ETUSKA. 
En 2016, el grupo Ibernieve Aragón adquirió el 72% de las acciones de Candanchú a ETUKSA. Se trata de un grupo encabezado por el expresidente de Telefónica, César Alierta, la familia De Yarza que es propietaria del grupo de comunicación Heraldo de Aragón, y las familias Solans y Forcén. También son los principales accionistas del Real Zaragoza.
En la actualidad es parte del grupo empresarial PLAZA 14.